# Tom Mickel
Tom Mickel (Hoyerswerda, 19 april 1989) is een voormalige Duits voetballer die als doelman speelde. Hij maakte in 2014 zijn debuut in het betaald voetbal voor Greuther Fürth in een wedstrijd om de DFB-Pokal. In mei 2025 kondigde hij, elf jaar later, het einde van zijn loopbaan aan vanwege aanhoudende schouderproblemen. Tijdens zijn carrière kwam hij uit voor Greuther Fürth en Hamburger SV. 

## Clubloopbaan

### Jeugd
Mickel begon zijn loopbaan als doelman bij FC Lausitz Hoyerswerda. In 2003 maakte hij de overstap naar de jeugdopleiding van Energie Cottbus. In zijn eerste seizoen bereikte hij met de B-junioren de finale van de Duitse jeugd-beker, waarin met 1–2 werd verloren van VfB Stuttgart.
Vanaf het seizoen 2006/07 maakte Mickel deel uit van het onder-19-elftal van Energie Cottbus. Op 19 augustus 2006 debuteerde hij in de U19-Bundesliga in een thuiswedstrijd tegen de leeftijdsgenoten van Hertha BSC. Hij hield de nul in de met 0–0 geëindigde wedstrijd. In totaal speelde hij 45 wedstrijden in de onder -19, waarin hij achttien keer de nul hield.

### Energie Cottbus
Als A-junior maakte Mickel op 13 april 2007 zijn debuut in het seniorenvoetbal voor het tweede elftal van Energie Cottbus, in de Oberliga NOFV-Süd tijdens een uitwedstrijd tegen VfB Auerbach. In de 85e minuut van die wedstrijd moest hij via een strafschop zijn eerste tegendoelpunt incasseren. In zijn laatste seizoen bij de club kwam hij weinig aan spelen toe, mede omdat hij een contractverlenging had geweigerd en gesprekken voerde met Hamburger SV over een mogelijke overstap. Aan het einde van het seizoen maakte hij de transfer naar de Noord-Duitse club.

### Hamburger SV
In de zomer van 2009 sloot Mickel zich aan bij Hamburger SV met de bedoeling om te spelen in het tweede elftal. Nog voordat hij zijn officiële debuut voor dat team had gemaakt, zat hij echter al op de reservebank bij het eerste elftal tijdens de returnwedstrijd in de kwalificatie voor de Europa League tegen Randers FC. Na een 0–4 overwinning in de heenwedstrijd in Denemarken koos trainer Bruno Labbadia ervoor om in de return een B-elftal op te stellen en gaf hij eerste doelman Frank Rost rust. Wolfgang Hesl stond in het doel, terwijl Mickel als reservedoelman op de bank zat. Hij kwam in het met 0–1 verloren duel in het Volksparkstadion niet in actie. In die wedstrijd stonden onder anderen Joris Mathijsen, Romeo Castelen en Marcus Berg in het veld. Enkele weken later zat Mickel opnieuw op de bank tijdens het tweeluik tegen Guingamp, omdat Rost geblesseerd was geraakt. In beide wedstrijden kwam hij niet in actie. Daarmee bleef zijn betrokkenheid bij het eerste elftal in het seizoen 2009/10 beperkt. Hamburger SV reikte dat seizoen tot de halve finale van de Europa League, waarin het werd uitgeschakeld door Fulham FC. Op 8 augustus 2009 maakte Mickel dat seizoen zijn debuut in het tweede elftal tijdens een wedstrijd in de Regionalliga Nord tegen ZFC Meuselwitz. Hij groeide dat seizoen uit tot eerste doelman van het tweede elftal en speelde 31 wedstrijden, waarin hij dertien keer de nul hield.
Met de komst van Jaroslav Drobný in het seizoen 2010/11 werd de concurrentie voor Mickel bij het eerste elftal groter. Hij werd enkel aan de selectie van het eerste elftal toegevoegd wanneer een van de vaste doelmannen geblesseerd was, en zat in totaal elf keer op de bank. Ondanks die beperkte rol bleef hij basisspeler in het tweede elftal. Zijn seizoen werd echter ontsierd door een blessure: eind april brak hij zijn hand. In oktober 2010 verlengde Mickel zijn contract bij de club tot medio 2013. Na het vertrek van Frank Rost schoof Mickel in het seizoen 2011/12 op naar de positie van tweede doelman. Tot februari 2012 zat hij bij het merendeel van de wedstrijden als reservedoelman op de bank, totdat hij opnieuw zijn hand brak. Voor het seizoen 2012/13 haalde Hamburger SV doelman René Adler, waardoor Mickel terugviel naar de rol van derde keeper. Vanwege het beperkte perspectief op speeltijd verliet hij in de winterstop, ondanks een doorlopend contract, de club.

### Greuther Fürth
In december 2012 werd bekend dat Mickel de overstap had gemaakt naar Greuther Fürth, waar hij een contract tekende tot juni 2015. Op 9 maart 2013 zat hij voor het eerst op de reservebank bij een Bundesliga-wedstrijd, tijdens het thuisduel tegen TSG Hoffenheim. Hij fungeerde toen als reservedoelman achter Max Grün. De rest van het seizoen speelde Mickel voor het tweede elftal, waarin hij op 23 maart 2013 zijn debuut maakte in de met 0–1 verloren thuiswedstrijd tegenTSV 1860 Rosenheim.
Na de degradatie van Greuther Fürth speelde de club in het seizoen 2013/14 in de 2. Bundesliga. Omdat Max Grün naar VfL Wolfsburg was vertrokken, schoof Mickel door naar de rol van tweede doelman achter voormalige HSV-ploeggenoot Wolfgang Hesl. Hij kwam dat seizoen niet in actie in het eerste elftal, maar zat negentien keer op de reservebank. Bij het tweede elftal kwam hij tot twaalf optredens, waarin hij vier keer de nul hield. In het seizoen 2014/15 maakte Mickel zijn officiële debuut in het eerste elftal van Greuther Fürth tijdens de eerste ronde van de  DFB-Pokal l, een met 0–3 gewonnen uitwedstrijd tegen SV Waldkirch. Op 26 september 2014 debuteerde hij in de competitie, toen hij in de 78e minuut inviel tijdens het duel met TSV 1860 München vanwege een blessure van eerste doelman Hesl. Mickel stond vervolgens nog vijf wedstrijden onder de lat. Nadat Hesl hersteld was, raakte Mickel zelf geblesseerd, waardoor hij de rest van het seizoen niet meer in actie kwam. Aan het einde van het seizoen keerde hij terug naar Hamburger SV.

### Terugkeer naar Hamburger SV
In de zomer van 2015 keerde Mickel terug bij Hamburger SV, waar hij uiteindelijk dertien seizoenen onder contract zou staan. In deze periode kwam hij tweemaal in actie in de Bundesliga, driemaal in de 2. Bundesliga en speelde hij één bekerwedstrijd. In 2025 kondigde hij zijn afscheid aan vanwege aanhoudende schouderproblemen.
Zijn terugkeer in 2015 was aanvankelijk onzeker. De club wilde hem eerst op proef zien en nam hem mee op trainingskamp in Zwitserland. Mickel wist daar de technische staf onder leiding van Bruno Labbadia te overtuigen, waarop zijn terugkeer werd bevestigd en hij een contract voor één jaar tekende.  In het seizoen 2015/16 werd hij vierde doelman achter René Adler, Jaroslav Drobný en Andreas Hirzel. Hij kwam terecht bij het tweede elftal, waar hij in de voorbereiding de concurrentiestrijd aanging met Hirzel. Trainer Josef Zinnbauer koos bij de start van de competitie voor Mickel, die op 25 juli 2015 zijn comeback maakte in het tweede elftal tijdens de uitwedstrijd tegen Goslarer SC. Tot eind september was hij eerste keuze; daarna ging Zinnbauer rouleren. Mickel kwam dit seizoen tot twintig wedstrijden in het tweede in de Regionalliga Nord. Tijdens de laatste competitiewedstrijd van het eerste elftal in dit seizoen maakte hij zijn Bundesliga-debuut, omdat zijn drie concurrenten ontbraken. Op 14 mei 2016 stond hij onder de lat in de met 1–3 gewonnen uitwedstrijd tegen FC Augsburg. Alfreð Finnbogason scoorde in de 11e minuut het eerste tegendoelpunt op het hoogste niveau voor Mickel.
Na het vertrek van Drobný haalde HSV in het seizoen 2016/17 Christian Mathenia als tweede doelman. Mickel bleef derde keeper en speelde opnieuw voornamelijk in het tweede elftal. Rond de winterstop zat hij door een blessure van Adler een aantal keer op de bank bij het eerste elftal. Opnieuw kreeg hij tegen FC Augsburg speeltijd in de Bundesliga, wederom wegens blessures bij de andere doelmannen. Deze keer werd er met 0–4 verloren, onder andere door twee doelpunten van Halil Altıntop. Hij speelde dat seizoen zeventien wedstrijden in het tweede elftal, waarin hij tegen   Eintracht Braunschweig II ook als aanvoerder fungeerde. In het seizoen 2017/18 was hij nauwelijks betrokken bij het eerste elftal. Trainer Markus Gisdolkoos Julian Pollersbeck als derde doelman, waardoor Mickel slechts driemaal op de reservebank zat. Dit was onder meer het geval tijdens de laatste wedstrijd van het seizoen tegen Borussia Mönchengladbach, waarin HSV voor het eerst in haar geschiedenis degradeerde uit de Bundesliga. In het tweede elftal moest Mickel dat seizoen concurreren met Morten Behrens, welke hij verloor waardoor hij slechts vijf wedstrijden speelde.
In de zomer van 2018 had hij zijn contract verlengd tot medio 2021. Voor het seizoen 2018/19 werd hij tweede doelman achter Pollersbeck. Op 18 augustus 2018 keepte hij in de eerste ronde van de DFB-Pokal tegen TuS Erndtebrück (3–5 uitwinst). Daarnaast speelde hij competitieduels tegen Greuther Fürth, SC Paderborn 07 en MSV Duisburg. In de daaropvolgende zomer van 2019 werd Daniel Heuer Fernandes overgenomen van Darmstadt 98. Onder trainer Dieter Hecking werd Mickel tweede doelman, waarop Pollersbeck vertrok naar Olympique Lyon.  Mickel kwam dat seizoen (2019/2020) niet in actie, maar zat 31 keer op de bank. In 2020/21 zakte hij naar de derde plek in de rangorde door de komst van Sven Ulreich. Hij zat dat seizoen zeven keer op de bank. Ondanks zijn beperkte speeltijd verlengde Mickel in december 2020 zijn contract tot medio 2023. In de zomer van 2021 keerde Ulreich terug naar Bayern München en haalde HSV Marko Johansson als diens vervanger. Mickel bleef derde doelman. In de voorbereiding op het seizoen 2021/22 liep hij een schouderblessure op in een oefenwedstrijd tegen FC Augsburg, waardoor hij langdurig uitgeschakeld was.  Op 2 april 2022 keerde hij terug op de bank tijdens de 28e speelronde maar kwam geen enkele wedstrijd meer in actie.  
Voor aanvang van het seizoen 2022/23 werd Matheo Raab overgenomen van 1. FC Kaiserslautern als extra doelman. Onder Tim Walter werd Raab tweede keeper, waardoor Mickel onder deze nieuwe trainer ook de rol van derde doelman bleef houden. Het seizoen verliep voor Mickel opnieuw blessuregevoelig; hij scheurde een binnenband en brak later enkele ribben. Gedurende het seizoen zat hij slechts bij één wedstrijd op de bank, de thuiswedstrijd tegen 1. FC Kaiserslautern. Voor aanvang van het seizoen 2023/24 verlengde Mickel zijn contract bij Hamburger SV met één jaar. Als 34-jarige begon hij aan zijn dertiende seizoen bij de club. Hij fungeerde dat seizoen wederom als derde doelman. Hierin kwam geen verandering toen Walter in de loop van het seizoen Matheo Raab tot eerste keeper benoemde en vaste doelman Daniel Heuer Fernandes op de bank belandde. Mickel kwam dat seizoen wel voor het eerst sinds lange tijd weer in actie in een officiële wedstrijd. Zijn laatste optreden dateerde van 4 december 2019, toen hij met het tweede elftal uitkwam tegen  Lüneburger Hansa. Na een afwezigheid van 1.425 dagen maakte hij op 29 oktober 2023 zijn rentree, opnieuw met het tweede elftal, in een wedstrijd tegen TSV Havelse. In de zomer van 2024 verlengde hij zijn contract met nog een jaar, tot medio 2025.
In het seizoen 2024/25 leek Mickel aanvankelijk opnieuw genoegen te moeten nemen met een rol als derde doelman bij Hamburger SV. Tijdens de voorbereiding liep eerste keeper Matheo Raab echter een longinfectie op, waarna Daniel Heuer Fernandes terugkeerde onder de lat. Mickel schoof daardoor een plek op in de hiërarchie en begon het seizoen als reservedoelman. In september keerde Raab terug in de selectie, waardoor Mickel weer derde doelman werd. Een paar maanden later, in december schoof hij opnieuw op naar de tweede positie nadat Raab zijn hand brak. De eerstvolgende wedstrijd, tegen SSV Ulm 1846, moest Mickel echter wegens ziekte aan zich voorbij laten gaan. Tot aan de rentree van Raab in april fungeerde hij vervolgens weer als tweede doelman. Eind mei raakte Mickel zelf geblesseerd aan zijn schouder na een botsing met Immanuel Pherai  tijdens een training. Door deze blessure moest hij vanaf de tribune toezien hoe Hamburger SV na zeven jaar terugkeerde naar de Bundesliga. Kort na afloop van het seizoen maakte Mickel bekend zijn loopbaan te beëindigen. Na dertien jaar bij de club stopte hij op 36-jarige leeftijd vanwege aanhoudende schouderproblemen.

## Clubstatistieken
| Seizoen                         | Club                 | Competitie          | Competitie | Competitie | Beker | Beker | Internationaal | Internationaal | Overig | Overig | Totaal | Totaal |
| Seizoen                         | Club                 | Competitie          | Wed.       | Dlp.       | Wed.  | Dlp.  | Wed.           | Dlp.           | Wed.   | Dlp.   | Wed.   | Dlp.   |
| ------------------------------- | -------------------- | ------------------- | ---------- | ---------- | ----- | ----- | -------------- | -------------- | ------ | ------ | ------ | ------ |
| 2006/07                         | Energie Cottbus II * | Oberliga NOFV-Süd   | 2          | 0          | –     | –     | –              | –              | –      | –      | 2      | 0      |
| 2007/08                         | Energie Cottbus II * | Regionalliga Nord   | 2          | 0          | –     | –     | –              | –              | –      | –      | 2      | 0      |
| 2008/09                         | Energie Cottbus II * | Regionalliga Nord   | 4          | 0          | –     | –     | –              | –              | –      | –      | 4      | 0      |
| 2009/10                         | Hamburger SV II      | Regionalliga Nord   | 31         | 0          | –     | –     | –              | –              | –      | –      | 31     | 0      |
| 2010/11                         | Hamburger SV II      | Regionalliga Nord   | 20         | 0          | –     | –     | –              | –              | –      | –      | 20     | 0      |
| 2011/12                         | Hamburger SV II      | Regionalliga Nord   | 3          | 0          | –     | –     | –              | –              | –      | –      | 3      | 0      |
| 2012/13                         | Hamburger SV II      | Regionalliga Nord   | 10         | 0          | –     | –     | –              | –              | –      | –      | 10     | 0      |
| 2012/13                         | Greuther Fürth II    | Oberliga Bayern     | 9          | 0          | –     | –     | –              | –              | –      | –      | 9      | 0      |
| 2013/14                         | Greuther Fürth II    | Regionalliga Bayern | 12         | 0          | –     | –     | –              | –              | –      | –      | 12     | 0      |
| 2014/15                         | Greuther Fürth **    | 2.Bundesliga        | 6          | 0          | 2     | 0     | –              | –              | 2      | 0      | 10     | 0      |
| 2015/16                         | Hamburger SV II ***  | Regionalliga Nord   | 20         | 0          | –     | –     | –              | –              | 1      | 0      | 21     | 0      |
| 2016/17                         | Hamburger SV II ***  | Regionalliga Nord   | 17         | 0          | –     | –     | –              | –              | 1      | 0      | 18     | 0      |
| 2017/18                         | Hamburger SV II ***  | Regionalliga Nord   | 5          | 0          | –     | –     | –              | –              | –      | –      | 5      | 0      |
| 2018/19                         | Hamburger SV ***     | 2.Bundesliga        | 3          | 0          | 1     | 0     | –              | –              | 1      | 0      | 5      | 0      |
| 2019/20                         | Hamburger SV ***     | 2.Bundesliga        | –          | –          | –     | –     | –              | –              | 2      | 0      | 2      | 0      |
| 2023/24                         | Hamburger SV ***     | 2.Bundesliga        | –          | –          | –     | –     | –              | –              | 2      | 0      | 2      | 0      |
| Carrière totaal                 | Carrière totaal      | Carrière totaal     | 144        | 0          | 3     | 0     | –              | –              | 9      | 0      | 156    | 0      |
| Bijgewerkt tot 17 december 2023 |                      |                     |            |            |       |       |                |                |        |        |        |        |

* In de seizoenen 2006/07 en 2007/08 maakte Mickel deel uit van het onder-19-elftal van Energie Cottbus. Daarnaast speelde hij in deze periode vier wedstrijden voor het tweede elftal van de club;
** In het seizoen 2014/15 maakte Mickel deel uit van de selectie van het eerste elftal van Greuther Fürth. Daarnaast speelde hij twee wedstrijden voor het tweede elftal;
*** In de seizoenen 2015/16 en 2016/17 maakte Mickel deel uit van de selectie van het tweede elftal van Hamburger SV, terwijl hij in beide jaargangen ook één optreden maakte in het eerste elftal. In de seizoenen 2018/19, 2019/20 en 2023/24 was hij onderdeel van de eerste selectie, maar kwam hij in totaal vijf keer in actie voor het tweede elftal;
**** Vanwege zijn positie als reservedoelman bij het eerste elftal en verschillende blessures speelde Mickel in de seizoenen 2020/21, 2021/22, 2022/23 en 2024/25 geen wedstrijden voor andere elftallen van Hamburger SV.

## Interlandloopbaan
Mickel kwam uit voor verschillende Duitse jeugdelftallen. Op 23 maart 2005 maakte hij zijn debuut voor Duitsland –16 in een wedstrijd tegen Frankrijk. Hij werd door bondscoach Horst Hrubesch geselecteerd voor de EK-kwalificatiewedstrijden in Rusland in aanloop naar het Europees kampioenschap onder 17. Tijdens de met 5–1 gewonnen wedstrijd tegen Estland stond Mickel onder de lat. Duitsland plaatste zich voor het eindtoernooi in Tsjechië, waar het de titel veroverde door in de finale met 3–1 van Italië te winnen. Mickel werd kort voor het toernooi als vervanger opgeroepen voor de zieke Sascha Burchert. Gedurende het toernooi fungeerde hij als tweede doelman en kwam hij niet in actie. Tot zijn teamgenoten behoorden onder anderen Dennis Diekmeier, Lars Bender, Richard Sukuta-Pasu en Sven Bender. Op 19 mei 2009 speelde Mickel zijn negende en laatste jeugdinterland, voor Duitsland –20. 
| Jeugdinterlands van Tom Mickel voor Duitsland | Jeugdinterlands van Tom Mickel voor Duitsland | Jeugdinterlands van Tom Mickel voor Duitsland | Jeugdinterlands van Tom Mickel voor Duitsland | Jeugdinterlands van Tom Mickel voor Duitsland | Jeugdinterlands van Tom Mickel voor Duitsland |
| №                                             | Datum                                         | Wedstrijd                                     | Uitslag                                       | Soort Wedstrijd                               | Doelpunten                                    |
| Als speler bij Onder-16                       | Als speler bij Onder-16                       | Als speler bij Onder-16                       | Als speler bij Onder-16                       | Als speler bij Onder-16                       | Als speler bij Onder-16                       |
| --------------------------------------------- | --------------------------------------------- | --------------------------------------------- | --------------------------------------------- | --------------------------------------------- | --------------------------------------------- |
| 1.                                            | 23 maart 2005                                 | Duitsland – Frankrijk                         | 1 – 1                                         | Vriendschappelijk                             | 0                                             |
| 2.                                            | 28 maart 2005                                 | Duitsland – Portugal                          | 8 – 7 (n.s.)                                  | Vriendschappelijk                             | 0                                             |
| Als speler bij Onder-17                       |                                               |                                               |                                               |                                               |                                               |
| 1.                                            | 23 februari 2006                              | Duitsland – Zweden                            | 1 – 0                                         | Vriendschappelijk                             | 0                                             |
| Als speler bij Onder-19                       |                                               |                                               |                                               |                                               |                                               |
| 1.                                            | 11 september 2007                             | Wales – Duitsland                             | 1 – 3                                         | Vriendschappelijk                             | 0                                             |
| 2.                                            | 26 september 2007                             | Estland – Duitsland                           | 1 – 5                                         | EK-kwalificatie                               | 0                                             |
| 3.                                            | 14 november 2007                              | Duitsland – Engeland                          | 1 – 0                                         | Vriendschappelijk                             | 0                                             |
| Als speler bij Onder-20                       |                                               |                                               |                                               |                                               |                                               |
| 1.                                            | 3 september 2008                              | Duitsland – Oostenrijk                        | 4 – 2                                         | Vriendschappelijk                             | 0                                             |
| 2.                                            | 8 november 2008                               | Duitsland – Zwitserland                       | 3 – 2                                         | Vriendschappelijk                             | 0                                             |
| 3.                                            | 19 mei 2009                                   | Italië – Duitsland                            | 0 – 1                                         | Vriendschappelijk                             | 0                                             |
| Bijgewerkt tot 17 december 2023               |                                               |                                               |                                               |                                               |                                               |

## Erelijst
| Europees kampioen –19 | 1x | 2008 |